# Sarà migliore (1999)
Sarà migliore è un album di Vasco Rossi, pubblicato nel 1999 con l'etichetta Carosello di proprietà dello stesso artista. Tra i brani presenti, compare Sarà migliore, scritta nel 1983 per il cantante Valentino e reinterpretata da Vasco.

## Tracce
1. Sarà migliore
2. Jenny è pazza
3. Silvia
4. Non l'hai mica capito
5. Ogni volta
6. Vado al massimo
7. Va bene, va bene così
8. Ridere di te
9. Splendida giornata
10. Una canzone per te
11. Vita spericolata
12. Canzone
13. Dormi, dormi
14. Colpa d'Alfredo
15. Albachiara
16. Siamo solo noi